# یوسف موفایر
یوسف موفایر (انگلیسی: Youssef Moughfire؛ زادهٔ ۱ دسامبر ۱۹۷۶) بازیکن فوتبال اهل فرانسه است.
از باشگاه‌هایی که در آن بازی کرده‌است می‌توان به باشگاه فوتبال ویکتوریا ژیژکوف، باشگاه فوتبال داک ۱۹۰۴ دونایسکا استردا، باشگاه فوتبال کن، و باشگاه فوتبال سدان اشاره کرد.